# Завода
За́вода — село в Сухиническом районе Калужской области. Входит в состав Сельского поселения «Деревня Соболёвка». Население — 237 чел. (2020).
Находится в 31 км к северо-западу от города Сухиничи. Расположено на реке Ресса, на севере примыкает к деревне Соболевка.

## История
Село было основано в начале XX века при залежах глины. Вскоре был построен кирпичный завод, и от ж/д станции Матчино Смоленской железной дороги была протянута узкоколейная ветка ж/д. На протяжении полувека трепельный завод в селе считался одним из самых больших в Калужской области. В 1970-е годы в здании бывшего кирпичного завода, прекратившего свою деятельность, стал действовать завод резиновых изделий, относившийся к заводу Красный Богатырь. В 1990-х завод закрыли, и население села стало стремительно сокращаться.
На уровне легенды есть информация, что в русском плену с 1915 по 1916 год на кирпичном заводе работал кузнецом Иосип Броз Тито, однако скорее всего эта информация недостоверна.

## Население
| 2002 | 2010 |
| ---- | ---- |
| 241  | ↘237 |

## Инфраструктура
С 1960-х годов в селе работает средняя школа, за время своей работы выпустившая несколько серебряных и золотых медалистов. В селе работает ДК, несколько магазинов и ФАП. До 2020 года в селе была спортивная база отдыха «Соболь». Есть действующая церковь, мемориал солдатам ВОВ. Есть отделение почты и баня. В селе находится святой источник.